# Eskilstuna församling
Eskilstuna församling var en församling i Eskilstuna pastorat i Rekarne kontrakt i Strängnäs stift. Församlingen låg i Eskilstuna kommun i Södermanlands län. År 2020 delades församlingen upp i Tunafors församling, S:t Ansgars församling och S:t Johannes församling.

## Administrativ historik
Församlingen bildades 2010 genom sammanslagning av Eskilstuna Fors och Eskilstuna Klosters församlingar. Församlingen utgjorde först ett eget pastorat för att från 2018 ingå i pastorat med Västra Rekarne församling. År 2020 delades församlingen upp i Tunafors, S:t Ansgars och S:t Johannes församlingar. Uppdelningen är ett relativt undantag, eftersom sammanslagningar av församlingar har varit mycket vanligare under 2000-talet.

## Kyrkor
- Ansgarskyrkan
- Fors kyrka
- Klosters kyrka
- Mariakyrkan till 2013-12-31
- Sankt Andreas kyrka
- Sankt Pauli kyrka
- Sankt Petri kyrka
- Tomaskyrkan